# Памятники А. С. Пушкину в Твери
А. С. Пушкин проезжал через Тверь почти тридцать раз, из них четырежды останавливался в городе. Здесь с поэтом произошли некоторые знаменательные события, в том числе несостоявшаяся дуэль с В. А. Соллогубом. Тверь неоднократно упоминается в произведениях Пушкина, поэтому неудивительно, что тверичи регулярно ставили памятники великому соотечественнику.

## Памятник на бывшей Торговой площади

Памятник на Пушкинской пл.

Установлен в 1937 или 1938 году, вероятно, в связи с годовщиной смерти поэта. Памятник в полный рост появился возле бывшей кирхи, площадь получила наименование Пушкинской. Скульптор неизвестен, материал памятника — гипс и бетон. В 1942 монумент был разрушен, но через семь лет восстановлен. В 1960-х на месте кирхи был выстроен обком КПСС, и памятник, как мешавший строительству, уничтожили. Тогда же площадь утратила название Пушкинской.

## Памятник на улице Володарского
Бетонный бюст, установленный в 1960-е годы у здания бывшей школы. Скульптор неизвестен.

## Памятник на Театральной площади
Это бюст из бронзы и гранита, воздвигнутый в 1972 по проекту скульптора Екатерины Белашовой, специализировавшейся на памятниках Пушкину (среди её работ — монумент в Пушкинских Горах).

## Памятник в городском саду

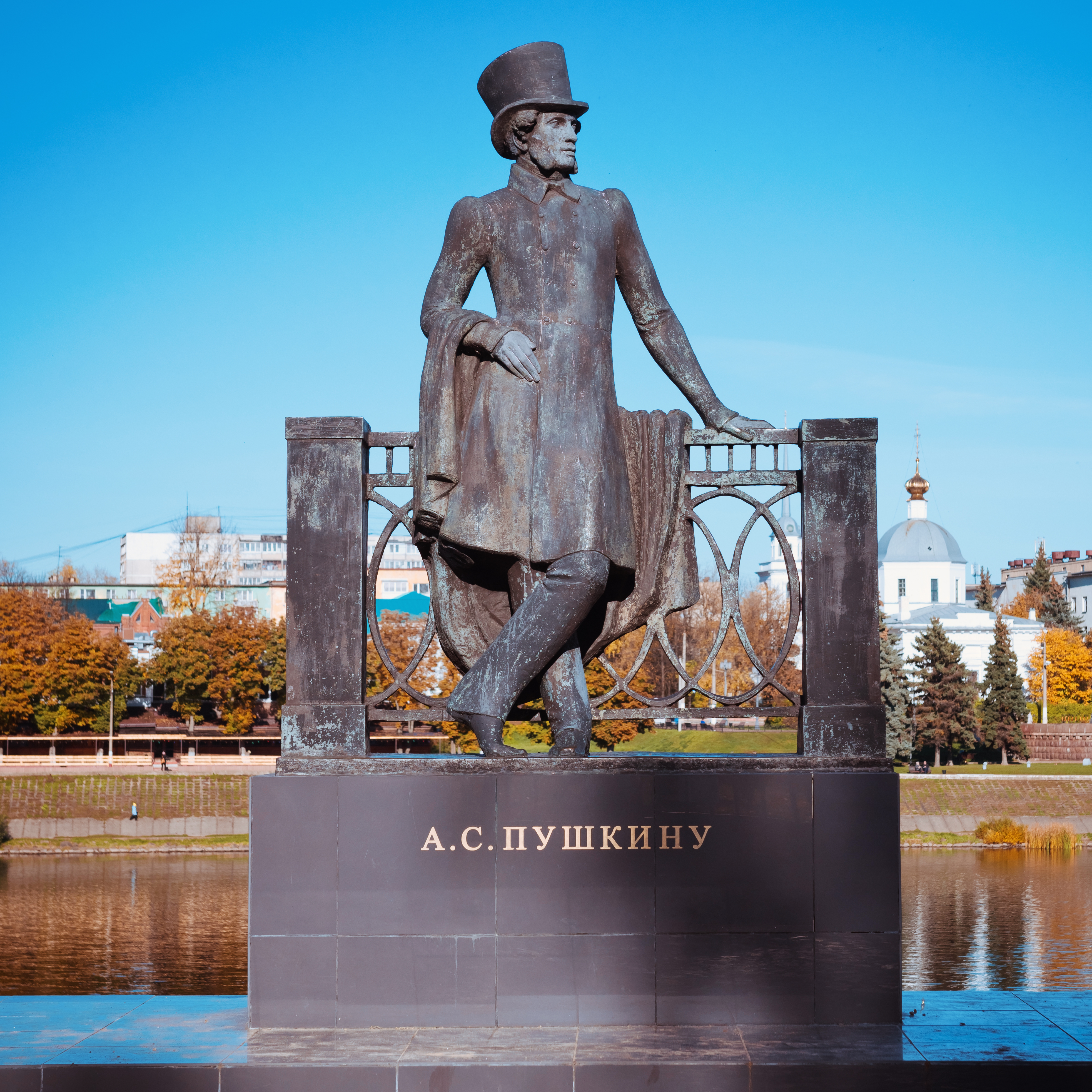
Памятник А. С. Пушкину на набережной Михаила Ярославича

В 1974 году на набережной хотели установить памятник Салтыкову-Щедрину, но в итоге там появилась скульптура «Белые ночи» работы О. К. Комова. Памятник выполнен в бронзе и граните.